# Zuôich
Zuôich of Zuôih is een xã in het district Nam Giang, een van de districten in de Vietnamese provincie Quảng Nam. Zuôich heeft ruim 1300 inwoners op een oppervlakte van 240,5 km².
De Bùng stroomt door Zuôich.